# Stand by
„Stand by” је југословенски филм из 1991. године. Режирао га је Чеда Веселиновић који је написао и сценарио.

## Улоге
| Глумац             | Улога           |
| ------------------ | --------------- |
| Бранислав Зеремски | Зел             |
| Срђан Пешић        | Сипи            |
| Иван Катић         | Проф. др. Карас |
| Саво Радовић       | Др. Ивановић    |
| Ђурђија Цветић     | Сестра Олга     |
| Ирена Степић       | Сукова          |
| Мирјана Бјегојевић | Сестра Селена   |
| Милош Трифуновић   | Мали            |
| Предраг Бјелац     | Велики          |
| Лидија Булајић     | Мајка           |
| Елизабета Ђоревска | Софи            |

Остале улоге ▼
| Глумац                  | Улога       |
| ----------------------- | ----------- |
| Небојша Мугоша          | Покојник    |
| Дубравка Остојић        | Новинарка   |
| Михајло Бата Паскаљевић | Отац        |
| Бранка Секуловић        | Инспекторка |
| Љуба Стојић             | Васпитач    |
| Александар Тијанић      | Васпитач    |
| Чеда Веселиновић        | Болничар    |
| Добра Веселиновић       | Службеник   |
| Вјера Веселиновић       | Чистачица   |
| Драган Зарић            | Мајстор     |